# Bellis azorica
Bellis azorica — вид трав'янистих рослин з родини айстрові (Asteraceae), ендемік Азорських островів.

## Поширення
Ендемік Азорських островів (о. Корву, Піку, Фаял, Флорес, Сан-Жорже, Сан-Мігель, Терсейра).